# Castroviejo
Castroviejo – gmina w Hiszpanii, w prowincji La Rioja, w La Rioja, o powierzchni 20,75 km². W 2011 roku gmina liczyła 60 mieszkańców.